# Alphaville: The Singles Collection
Alphaville: The Singles Collection från 1988 är den tyska gruppen Alphavilles hitsamling från deras två första album Forever Young och Afternoons in Utopia.

## Låtlista
1. "Forever Young" - special extended mix  – 6:12
2. "Red Rose" - single version '88  – 4:23
3. "Big in Japan" - single version '88  – 3:49
4. "Dance with Me" - long version  – 8:14
5. "Forever Young" - album version  – 3:45
6. "Red Rose" - 12" mix  – 7:53
7. "Big in Japan" - remix '88  – 7:25
8. "Dance with Me" - album version  – 3:57